# Herbert Mitchell
Herbert Mitchell, kommendör i Frälsningsarmén, chefsrevisor och finanssekreterare vid FA:s internationella högkvarter i London, tonsättare.

## Sånger
- Gud ger mera nåd